# Oplophoridae
Oplophoridae é uma família de crustáceos decápodes pelágicos da infraordem Caridea. A família é o único subtáxon da superfamília Oplophoroidea.

## Espécies
A família Oplophoridae contém os seguintes géneros:
- Acanthephyra A. Milne-Edwards, 1881
- Ephyrina Smith, 1885
- Heterogenys Chace, 1986
- Hymenodora Sars, 1877
- Janicella Chace, 1986
- Kemphyra Chace, 1986
- Meningodora Smith, 1882
- Notostomus A. Milne-Edwards, 1881
- † Odontochelion Garassino, 1994
- Oplophorus H. Milne-Edwards, 1837
- Systellaspis Bate, 1888
- † Tonellocaris Garassino, 1998

Estudos realizados com recurso às técnicas de filogenia molecular sugerem que a família, como presentemente circunscrita é polifilética, o que poderá conduzir à repristinação da família Acanthephyridae para agrupar todos os géneros excepto Oplophorus, Systellaspis e Janicella.

## References
1. 1 2  Sammy De Grave, N. Dean Pentcheff, Shane T. Ahyong;  et al. (2009). «A classification of living and fossil genera of decapod crustaceans» (PDF). Raffles Bulletin of Zoology. Suppl. 21: 1–109
2. ↑  Tin-Yam Chan, Ho Chee Lei, Chi Pang Li & Ka Hou Chu (2010). «Phylogenetic analysis using rDNA reveals polyphyly of Oplophoridae (Decapoda: Caridea)». Invertebrate Systematics. 24 (2): 172–181. doi:10.1071/IS09049